# MITOP
MITOP, a.s. Mimoň (název je zkratkou slov Mimoňská továrna plsti) je akciová společnost se sídlem v Mimoni v okrese Česká Lípa v Libereckém kraji. Hlavní vstup do objektu továrny je z ulice Pertoltická 142, v městské části Mimoň IV.

## Historie

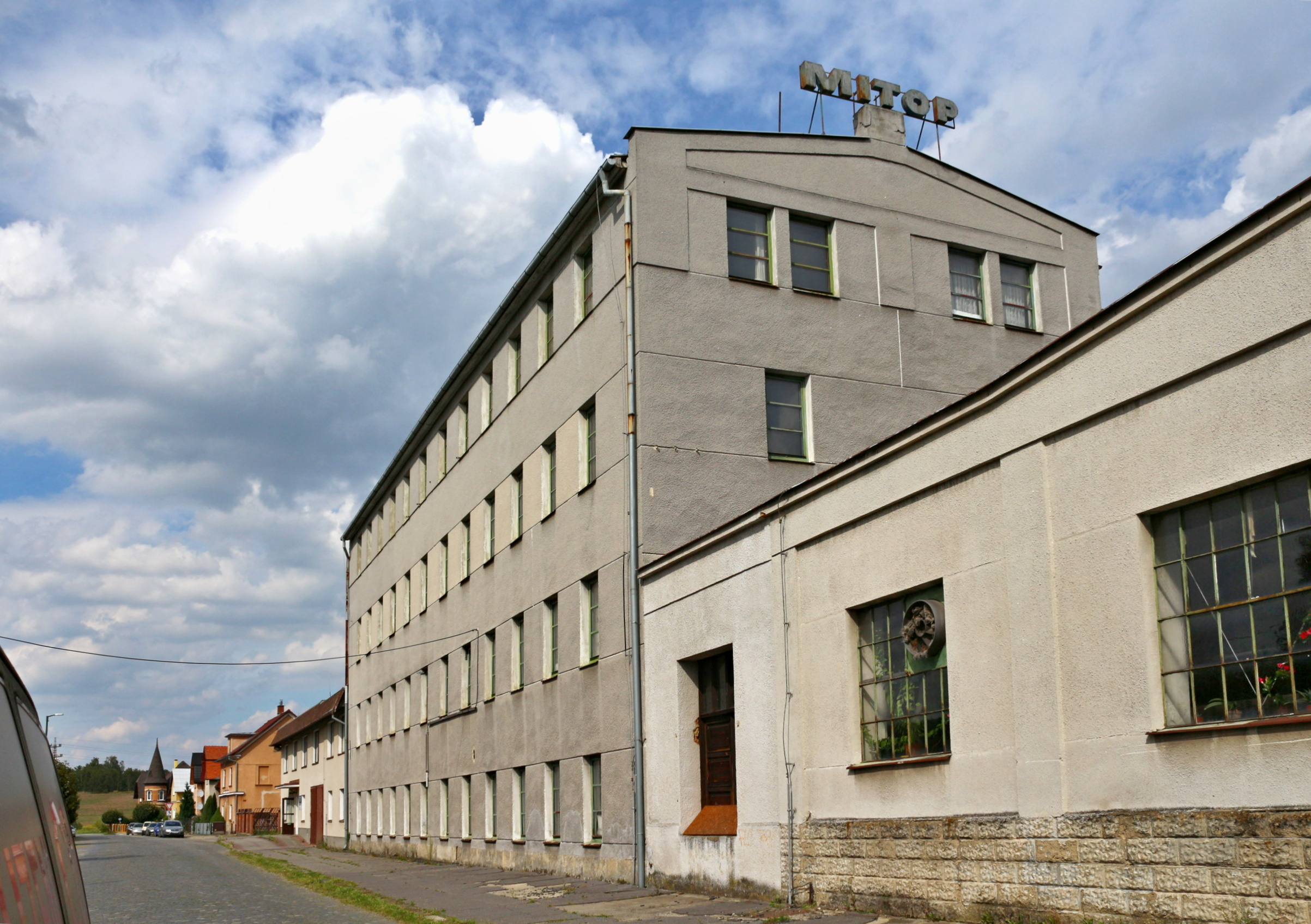
Budova MITOP v Mimoni z Pertoltické ulice

Firma byla založena v roce 1801.  Továrnu MITOP, původně vyrábějící technický materiál, založili v roce 1870 bratři Josef a Ignaz Kirschnerovi. V roce 1882 podnik od koupil podnikatel Robert Bayer, který nově zavedl výrobu plsti. V roce 1906 firmu od Bayera odkoupila rakouská společnost Hutter & Schranz. Ta v roce 1919 odkoupila také lesní provoz „Waldwerke“.
Po druhé světové válce byly oba mimoňské závody znárodněny a sloučeny pod názvem MITOP Mimoň n. p. K němu byly postupně přidružovány pobočky v Brně (1948), v Žatci, v Ústí nad Orlicí a ve Velkém Grunově.
Po roce 1989 byla většina poboček postupně rozprodána a národní podnik MITOP se v dubnu 1991 přeměnil na státní akciovou společnost MITOP a. s. Od roku 1996 byla zavedena výroba polypropylenové střiže.
Roku 2001 získala firma certifikát jakosti ISO 2001. 

## Oblast výroby
Firma MITOP se specializuje na výrobu technických textilií, plstí (pro obuvnický průmysl, výrobu hudebních nástrojů apod.), technických netkaných textilií a filtrů (např. do digestoří), geotextilií (využití při stavbě silnic, pro odvodňovací techniku apod.), zvukově izolačních a antistatických textilií či textilií pro automobilový průmysl apod.
Jednou z technik úpravy vpichováním. Nejširší vpichovací stroje o šířce 9 metrů, byly vyrobeny v historii pouze dva. Jeden z nich v současnosti a zároveň jediný fungující, je právě ve firmě MITOP. Druhý, v současné době nefunkční, má být v USA.[zdroj?]

## Pobočky

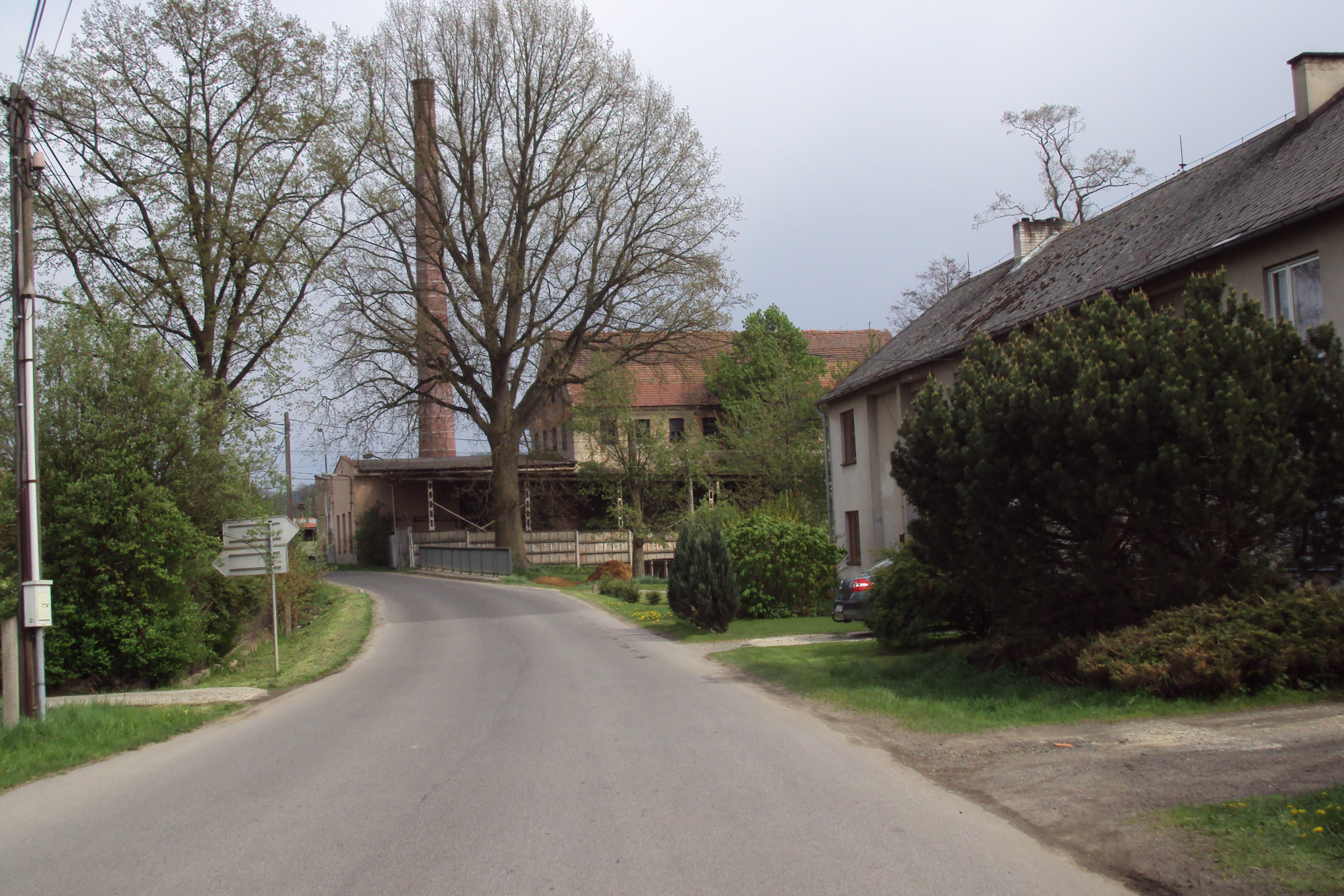
Chátrající pobočka ve Velkém Grunově

Firma MITOP má několik dceřiných společností a výrobních poboček. Některé z nich jsou v provozu a některé se osamostatnily a již nespadají pod mimoňské vedení.
- Auto Mitop, s.r.o. sídlí v ústředí firmy. Pobočka
- MITOP Velký Grunov – pobočná továrna na výrobu chlupových plstí v sousední obci Velkém Grunově
- Mitop Žatec
- MITOP – Brno Zábrdovice, kterou provozuje Brněnská továrna plsti s.r.o v Brně [3]

### Pobočka ve Velkém Grunově
Pobočka ve Velkém Grunově byla poslední filiálkou firmy MITOP. Byla prodána v roce 2003 a její provoz se přesunul částečně do závodu v Mimoni a „Lesního závodu“ mezi Mimoní a obcí Ralsko-Ploužnice. Areál továrny ve Velkém Grunově doposud nenašel využití a postupně chátrá. 